# مارغريت مايكلز
مارغريت مايكلز (بالإنجليزية: Margaret Michaels)‏ هي ممثلة أمريكية، ولدت في 1951.

## وصلات خارجية
- مارغريت مايكلز على موقع IMDb (الإنجليزية)
- مارغريت مايكلز على موقع روتن توميتوز (الإنجليزية)
- مارغريت مايكلز على موقع قاعدة بيانات الفيلم (الإنجليزية)
- مارغريت مايكلز على موقع كينوبويسك (الروسية)